# Ротуэлл, Наташа
Наташа Ротуэлл (англ. Natasha Rothwell; род. 18 октября 1980, Уичито, Канзас) — американская актриса, сценаристка и комик.

## Карьера
Ротуэлл преподавала в KIPP NYC, а затем работала в Saturday Night Live (SNL). Впервые она привлекла внимание как писатель на канале SNL в сезоне 2014–2015. Дальнейшую известность она получила благодаря работе над телесериалом HBO «Белая ворона». В этом сериале она работает сценаристкой, актрисой и продюсером-супервайзером. Сообщается, что в 2018 году она занималась разработкой, сценарием и продюсированием еще одного шоу для HBO, в котором она также сыграет главную роль.
15 апреля 2019 года Ротуэлл присоединилась к множеству других писателей, уволивших своих агентов в рамках позиции Гильдии сценаристов Америки против Ассоциации агентов по талантам.
В 2022 году Ротуэлл была номинирована на премию «Эмми» за лучшую женскую роль второго плана в мини-сериале или фильме за работу в сериале HBO «Белый лотос».

## Фильмография

### Фильмы
| Год  | Название                           | Роль           | Примечания |
| ---- | ---------------------------------- | -------------- | ---------- |
| 2015 | Год перемен                        | Энджи          |            |
| 2018 | С любовью, Саймон                  | Миссис Олбрайт |            |
| 2019 | Вирм                               | В.П. Листер    |            |
| 2020 | Гламурные боссы                    | Джилл          |            |
| 2020 | Соник в кино                       | Рэйчел         |            |
| 2020 | Чудо-женщина 1984                  | Кэрол          |            |
| 2022 | Соник 2 в кино                     | Рэйчел         |            |
| 2022 | Команда Фастфуд навсегда: Плантазм | Джапангалоид   | Озвучка    |
| 2023 | Заветное желание                   | Сакина         | Озвучка    |
| 2023 | Вонка                              | Пайпер Бенц    |            |
| 2024 | Соник 3 в кино                     | Рэйчел         | Съемка     |

### Телевидение
| Год       | Название                      | Роль                | Примечания                       |
| --------- | ----------------------------- | ------------------- | -------------------------------- |
| 2014      | Дикий отрыв                   | Сама себя           | Актерский состав: 6 сезон        |
| 2014      | Дорогой доктор                | Тамара              | 1 эпизод                         |
| 2014—2015 | Saturday Night Live           |                     | Сценаристка, 21 эпизод           |
| 2016      | В поиске                      | Реальная женщина    | 1 эпизод                         |
| 2016      | Персонажи                     | Различные персонажи | Также сценаристка, 1 эпизод      |
| 2016—2021 | Белая ворона                  | Келли               | Также сценаристка, 18 эпизодов   |
| 2017      | Конь БоДжек                   | Клемелия Бладсворт  | Озвучка, 1 эпизод                |
| 2017      | Червяк из будущего            | Различные           | Озвучка, 2 эпизода               |
| 2018      | Бруклин 9-9                   | Делия Альварадо     | 1 эпизод                         |
| 2018—2020 | Утиные истории                | Зен Совинсон        | Озвучка, 5 эпизодов              |
| 2019      | Звёздная принцесса и силы зла | Брунцетта           | Озвучка, 2 эпизода               |
| 2019      | Дамы шутят по-чёрному         | Перлина Титри       | 1 эпизод                         |
| 2020      | С любовью, Виктор             | Мисс Олбрайт        | 1 эпизод                         |
| 2020      | Большое шоу Акулёнка          | Мама акула          | Английский дубляж, главная роль  |
| 2021      | Белый лотос                   | Белинда             | Главная роль                     |
| 2021      | Американский папаша!          | Кэрол               | Озвучка, эпизод: «Плачь ребёнка» |
| 2021—2022 | Тука и Берти                  | Терри Тукан         | 3 эпизода                        |
| 2023      | Призрак и Молли Макги         | Кэндис Грин         | Озвучка, 2 эпизода               |